# Nacionalno prvenstvo ZDA 1941
Nacionalno prvenstvo ZDA 1941 v tenisu.

## Moški posamično
Bobby Riggs :  Frank Kovacs  5-7 6-1 6-3 6-3

## Ženske posamično
Sarah Palfrey Cooke :  Pauline Betz Addie  7-5, 6-2

## Moške dvojice
Jack Kramer /  Ted Schroeder :  Wayne Sabin /  Gardnar Mulloy 9–7, 6–4, 6–2

## Ženske dvojice
Sarah Palfrey Cooke /  Margaret Osborne :  Dorothy Bundy /  Pauline Betz 3–6, 6–1, 6–4

## Mešane dvojice
Sarah Palfrey Cooke /   Jack Kramer :  Pauline Betz /  Bobby Riggs 4–6, 6–4, 6–4